# Вільям Сейлінг
Вільям Бернард Сейлінг (англ. William Bernard Seiling) — американський легкоатлет, срібний призер Олімпійських ігор 1904 року з перетягування канату.
На ІІІ літніх Олімпійських іграх у Сент-Луїсі (США) у складі команди «Southwest Turnverein of Saint Louis № 1» посів друге місце в змаганнях з перетягування канату.